# Wim Roeleveld
Wim Roeleveld (15 april 1941 - 8 december 2005) was hoogleraar fysische geografie en kwartairgeologie en decaan aan de Faculteit der Aardwetenschappen van de Vrije Universiteit in Amsterdam.

## Loopbaan
Voordat Roeleveld zijn carrière aan de Vrije Universiteit begon, in 1969, had hij een assistentschap bij W.F. Hermans aan de Rijksuniversiteit Groningen achter de rug. In 1974 promoveerde hij op de ontwikkeling van de Groningse Holocene kustvlakte, een wetenschappelijk thema dat het voornaamste speerpunt vormde van de toenmalige vakgroep. Samen met Jaap Griede en onder leiding van prof. Wiggers behoorde hij tot de pioniers van de fysische geografie en de kwartairgeologie aan de Vrije Universiteit. Hij werd op 1 januari 1980 benoemd tot hoogleraar in de fysische geografie en kwartairgeologie aan de Vrije Universiteit. Hij verlegde gaandeweg zijn onderzoek naar de Noord-Franse, Javaanse en Surinaamse kustvlakten en leidde meerdere promoties in dat kustvlakteonderzoek.
Roeleveld was decaan van 1982 tot 1985, de periode waarin de afdelingen geologie van de Universiteit van Amsterdam en de Vrije Universiteit samengevoegd werden. Ook van 1996 tot aan de fusie met Biologie en het Instituut voor Milieuvraagstukken in 2001 vervulde hij het decaanschap. De bestuurlijke geschiedenis van de Aardwetenschappen aan de Vrije Universiteit, aangevuld met zijn eigen impressies, heeft hij nog net voor zijn ziekte in boekvorm gepubliceerd.
Na het ingaan van zijn FPU was hij als bijzonder hoogleraar actief als raadgever bij het Instituut voor Geobioarcheologie. Hij hield zich bezig met de kwartairgeologie en de laaglandgenese. Niet alleen binnen het Instituut voor Aardwetenschappen, maar ook binnen Nederland werd hij, omwille van zijn kennis van de kwartairstratigrafie en meer bepaald de holocene zeespiegelbewegingen gezien als een autoriteit en frequent geraadpleegd. In 2002 ging hij met pensioen, maar droeg nog bij aan het onderwijs in de richting geoarcheologie.